# Лукени, Луиджи
Луиджи Лукени (итал. Luigi Lucheni, 22 апреля 1873, Париж — 19 октября 1910, Женева) — итальянский анархист, убийца австрийской императрицы Елизаветы Баварской.

## Биография
Мать Лукени, некая Луиджа Лаккини или Луккини, была служанкой в Альбарето. Забеременев от нанимателя, она уехала в Париж, отдала ребёнка в сиротский приют, после чего эмигрировала в Америку.
Когда Луиджи подрос, он поступил в итальянскую армию и был зачислен в кавалерийский полк. Он служил в Неаполе, а затем участвовал в кампании в Восточной Африке, за которую получил медаль. Некоторое время Лукени был денщиком у знатных офицеров, через которых добивался места начальника тюрьмы. Не получив желаемого, он уехал из страны и работал на стройке в Лозанне. Там он познакомился с анархизмом.
Лукени поставил себе целью уничтожение богатых тунеядцев, многие из которых приезжали в Швейцарию на отдых. Вначале он хотел убить орлеанистского претендента на французский трон принца Филиппа, но тот уехал, прежде чем преступление было подготовлено. После этого Лукени остановил выбор на австрийской императрице Елизавете, которая всюду ходила без охраны, что повышало шансы на успех задуманного.
10 сентября 1898 г. в Женеве Лукени убил Елизавету самостоятельно заточенным трёхгранным напильником. Первоначально женщина приняла его за грабителя и сочла травму неопасной, но в тот же день умерла от внутреннего кровотечения. Террорист был схвачен прохожими и предан суду. Его приговорили к пожизненному заключению.
В тюрьме Лукени писал мемуары. В 1910 году его нашли мёртвым. По официальной версии, цареубийца повесился. Его законсервированную голову показывают как диковинку богатым туристам. 
Убийство императрицы не привело к революции, а, напротив, вызвало волну антианархистских и антиитальянских настроений. По мнению биографа Елизаветы Бригитте Хаманн, просвещённая королева, тяготившаяся монархическими обязанностями и уговаривавшая мужа отречься от престола, была гораздо левее и либеральнее несостоявшегося начальника тюрьмы. Эмма Голдман, восхищавшаяся другими итальянскими террористами — Санте Казерио и Гаэтано Бреши, — осудила поступок Лукени. «Красная Эмма» была склонна считать угнетёнными всех женщин, даже императриц.
В мюзикле «Элизабет» Лукени появляется в качестве рассказчика.